# Ursulo
Ursulo (latino: Ursulus; ... – 361) fu un funzionario dell'Impero romano, messo a morte dal tribunale di Calcedonia istituito dall'imperatore Giuliano.

## Biografia
Ursulo ricoprì il ruolo di comes sacrarum largitionum (una sorta di ministro delle finanze) di Giuliano, quando questi fu nominato cesare e inviato a governare le Gallie dal cugino e imperatore Costanzo II (355). Molti degli alti funzionari di Giuliano furono ostili al cesare e tentarono di ostacolarlo, in particolare negandogli i fondi per fare donativi all'esercito e tenerlo tranquillo; ma Ursulo, invece, lo aiutò quando l'esercito stava per ammutinarsi, inviando una lettera al tesoriere provinciale in cui gli ordinava di concedere tutto ciò che voleva al cesare.
Di fronte alla distruzione di Amida (359/360), un'importante roccaforte frontaliera, per mano dei Sasanidi, Ursulo ebbe a commentare dolorosamente «Ecco con quale animo le città sono difese dai soldati, per aumentare il cui stipendio ormai vengono meno le ricchezze dell'impero!».
Dopo la morte di Costanzo e l'ascesa al trono di Giuliano, a Calcedonia fu istituito un tribunale che aveva il compito di giudicare i membri della corte di Costanzo: Ursulo fu condannato a morte, e la sua uccisione fu «pianta dalla Giustizia stessa, che accusò di ingratitudine l'imperatore». La notizia della morte di Ursulo, infatti, causò malumore e accuse nei confronti di Giuliano, che tentò di discolparsi affermando che la morte di Ursulo era stata decisa a sua insaputa e per colpa dell'astio dei militari nei suoi confronti.